# Анс-о-Пен
Анс-о-Пен (сейш. Anse aux Pins) — округ Сейшельских Островов на острове Маэ. Также включает в себя остров Иль-Солей.

## География
Анс-О-Пен расположен в восточной части острова Маэ. Граничит с другими округами: Каскад, Пуант-Ла-Рю и О-Кап. Делится на 9 приходов: Anse Faure, Anse Aux Pins Central, Bodamien, Cayole, Ramo, Berlin, Capucin, Anse Aux Pins Reef Estate и Ile Soleil . 

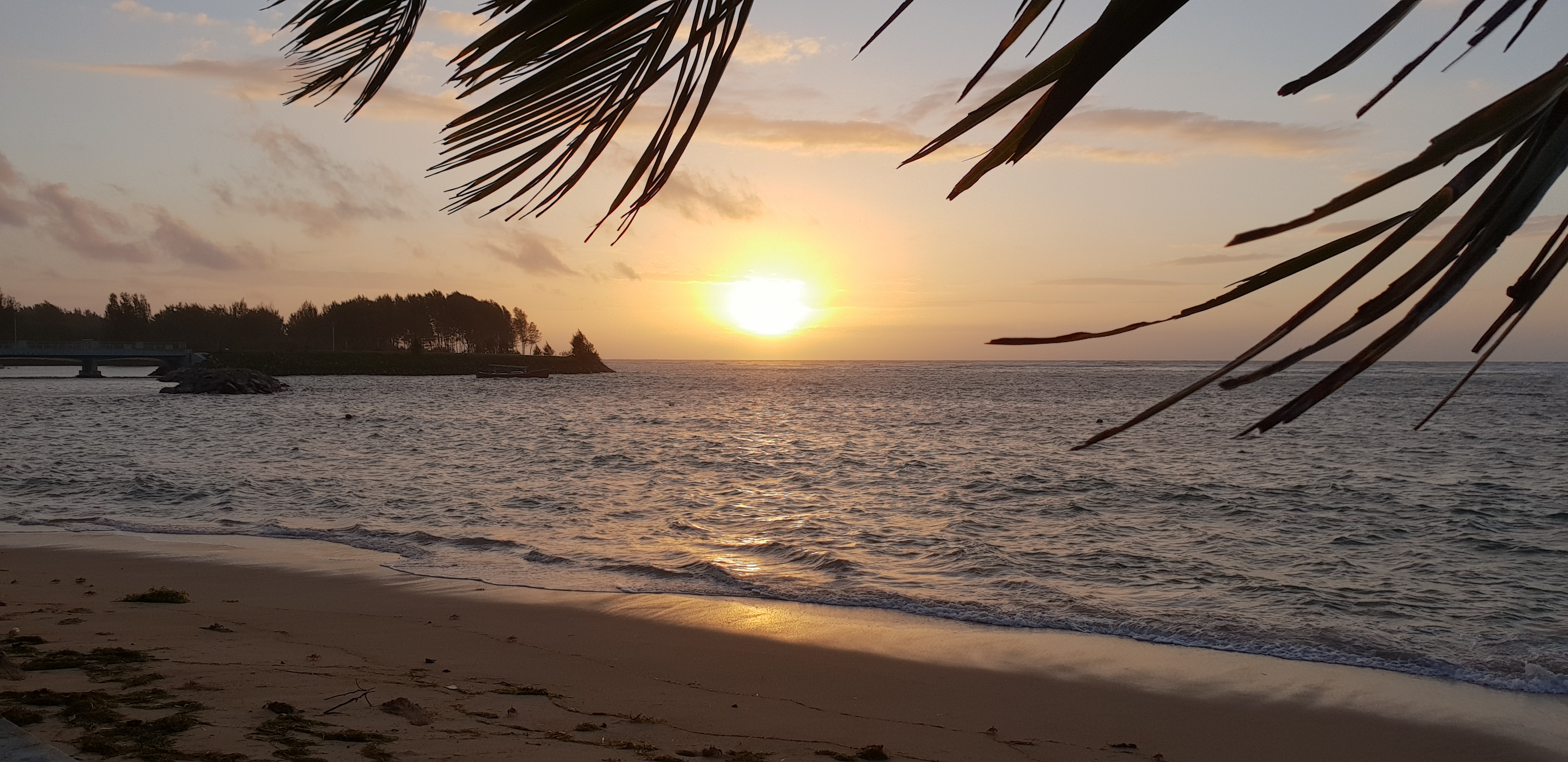
Пляж в Анс-О-Пен

## Политические события

### Парламентские выборы на Сейшельских Островах (2016)
| Имя                                | Голоса | Процент голосов | Результат  |
| ---------------------------------- | ------ | --------------- | ---------- |
| Клифорд Андре                      | 1 455  | 50.2%           | Избран     |
| Викки Жозетт, объединённые Сейшелы | 1 333  | 46.0%           | Не избрана |
| Дэнни София, беспартийная          | 78     | 2.7%            | Не избрана |
| Джереми Байрон                     | 31     | 1.1%            | Не избран  |

## Население
| Год  | Население |
| ---- | --------- |
| 2010 | 3 850     |
| 2015 | 3 955     |
| 2016 | 4 008     |
| 2017 | 4 159     |
| 2018 | 4 198     |
| 2019 | 4 236     |

## Транспорт
Осуществляется автобусное сообщение через округ. Автобусный вокзал был реконструирован в 2018.

## Образование
В Анс-О-Пен есть начальная школа. 